# 9991 Anežka
9991 Anežka là một tiểu hành tinh vành đai chính. Nó bay quanh Mặt Trời theo chu kỳ 5.73 năm. Được phát hiện ngày 5 tháng 10 năm 1997 bởi Zdeněk Moravec, tên chỉ định của nó là 1997 TY9.